# Коолина (нулк)
Ко́олина (эст. Koolina nulk), также Ко́лина (эст. Kolina nulk) — один из 12 нулков Сетумаа.

## География
Расположен на территории волости Сетомаа уезда Вырумаа Эстонии и городского поселения Печоры Печорского района России (в 1918—1940 годах — на территории Печорского уезда Первой Эстонской Республики.

## История
Название нулка произошло от названия бывшей мызы Голино (упоминается в 1585 году как деревня Голино), к которой в XIX–XX веках относилась большая часть деревень, расположенных в центре волости Меремяэ (Михайловской). В 1882 году упоминается Голинское сообщество, к которому относились 12 деревень. Восточную часть нулка называли нулком Хи́ллякесте (эст. Hilläkeste nulk), центральную часть Михайловской волости ― Пу́рунулк (эст. Purunulk).

## Населённые пункты
В нулк Коолина входят:
- эстонские деревни Вински (русское название — Свинска[3]), Виро (Малая Ананьина), Вяйко-Серга (Рулинова), Вяйко-Хярмя (Новое Горемыкино), Йыкси (Экшино), Калатсова (Калачёво), Кангавитса (Лысково, Комковичи), Кастамара (Костомарово, Паево), Кеэрба (Кербино), Китсы (Козляево), Куксина (Кувшиново), Лепя (Большое Вязиково), Лутя (Лукьяново), Маринова (Мариново), Мерекюля (Мерина Гора), Меремяэ (Михайлово), Острова (Островка), Паклова (Малое Паклово), Паланды (Юков Конец), Пало (Борок), Паловеэре (Михнова, Манухново), Плийа (Захарино), Покса (Покшино), Пуйста (Зуево), Раоту (Раоту), Руутси (Рудиково, Рудниково), Серга (Константиново), Тепиа (Заречье), Тетерювя (Тетерино), Тикласы (Тиглицы), Трейали (Большое Паклово), Тоброва (Дубровка), Туулова (Дулово), Уласкова (Уласково), Уусвада (Узвад, Извад), Хиллякесте (Ананьино), Холди (Гольдиково, Козляво), Тсергонды (Переднее Церковно) и Циргу (Бурмакино);
- российская деревня Лазарево (эст. Laasaruva).

## Число жителей

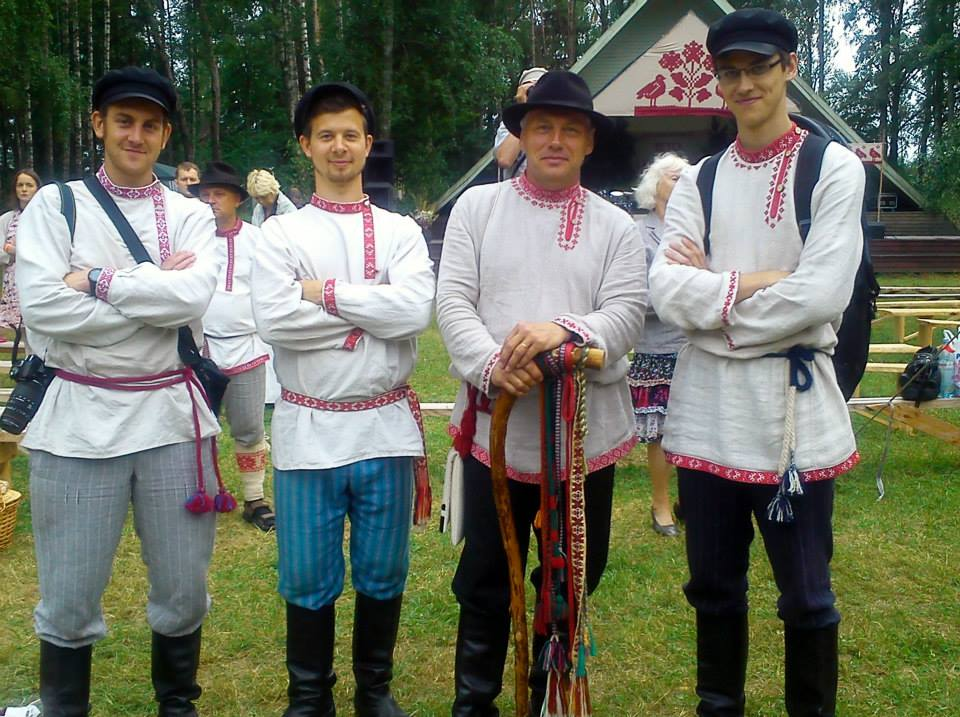
Мужчины в национальной одежде сету

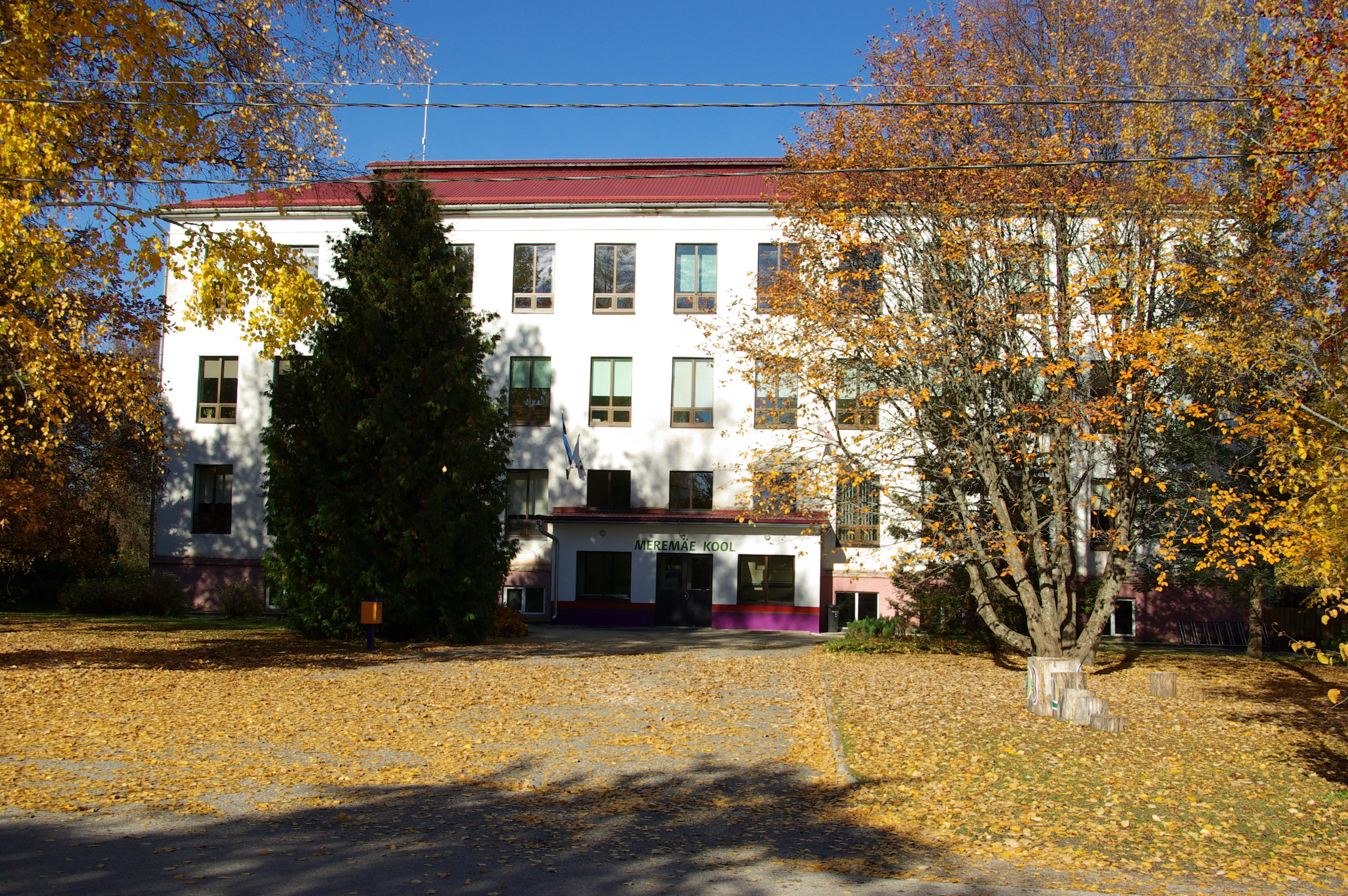
Школа в деревне Меремяэ

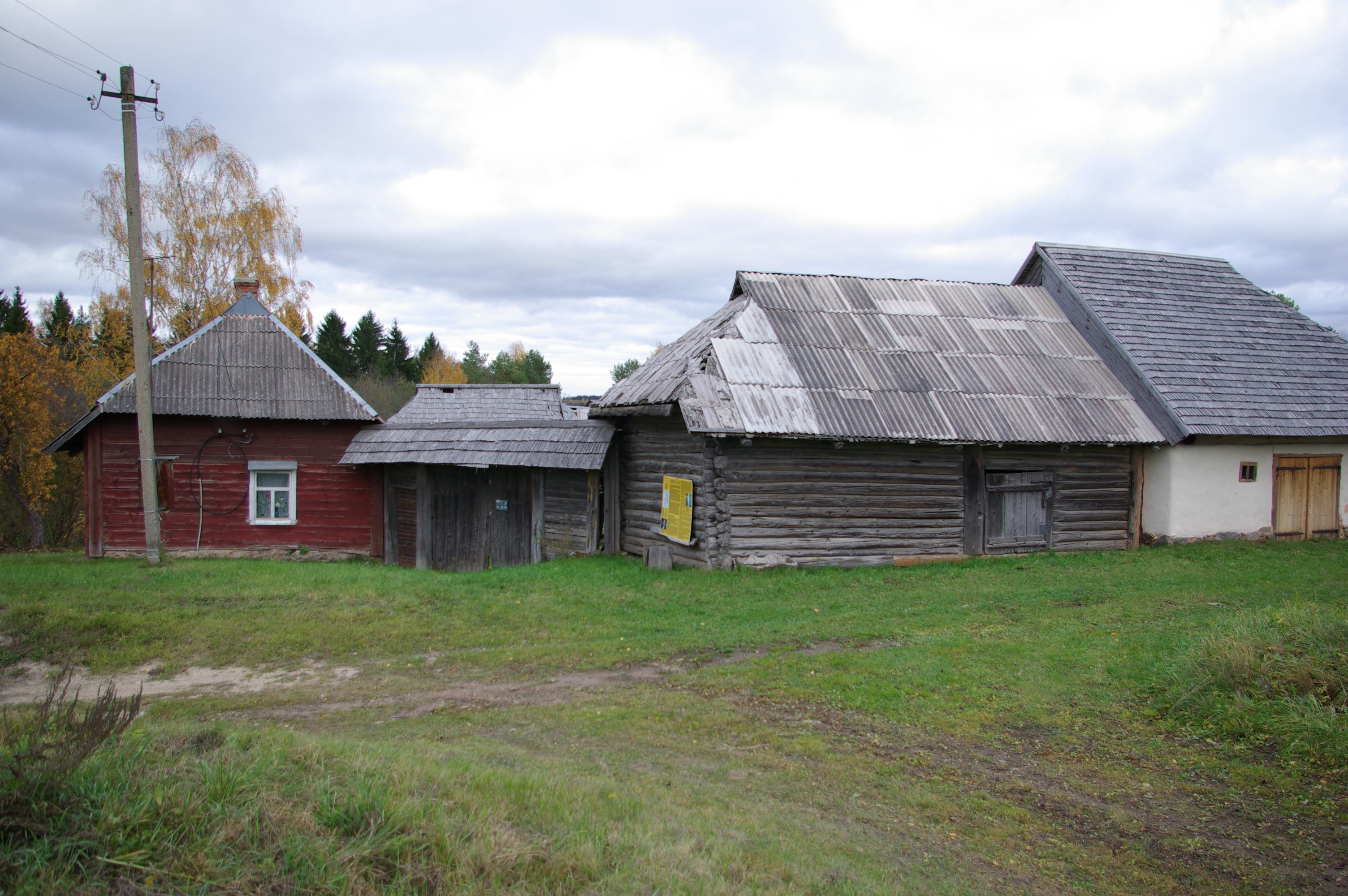
Хутор Луйкьярве (филиал музея Обиницы) в деревне Тоброва

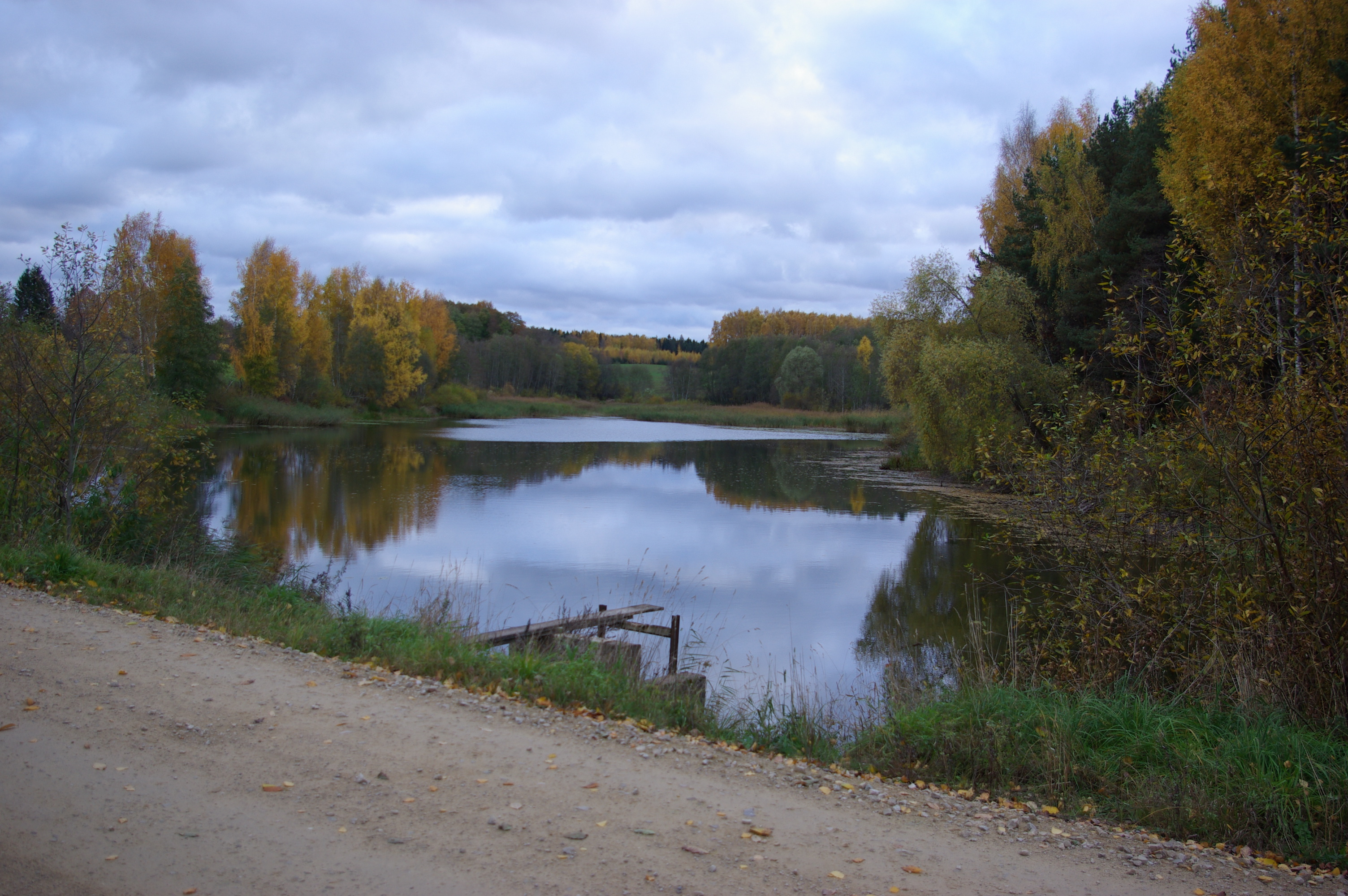
Озеро Хиллякесте возле деревни Меремяэ

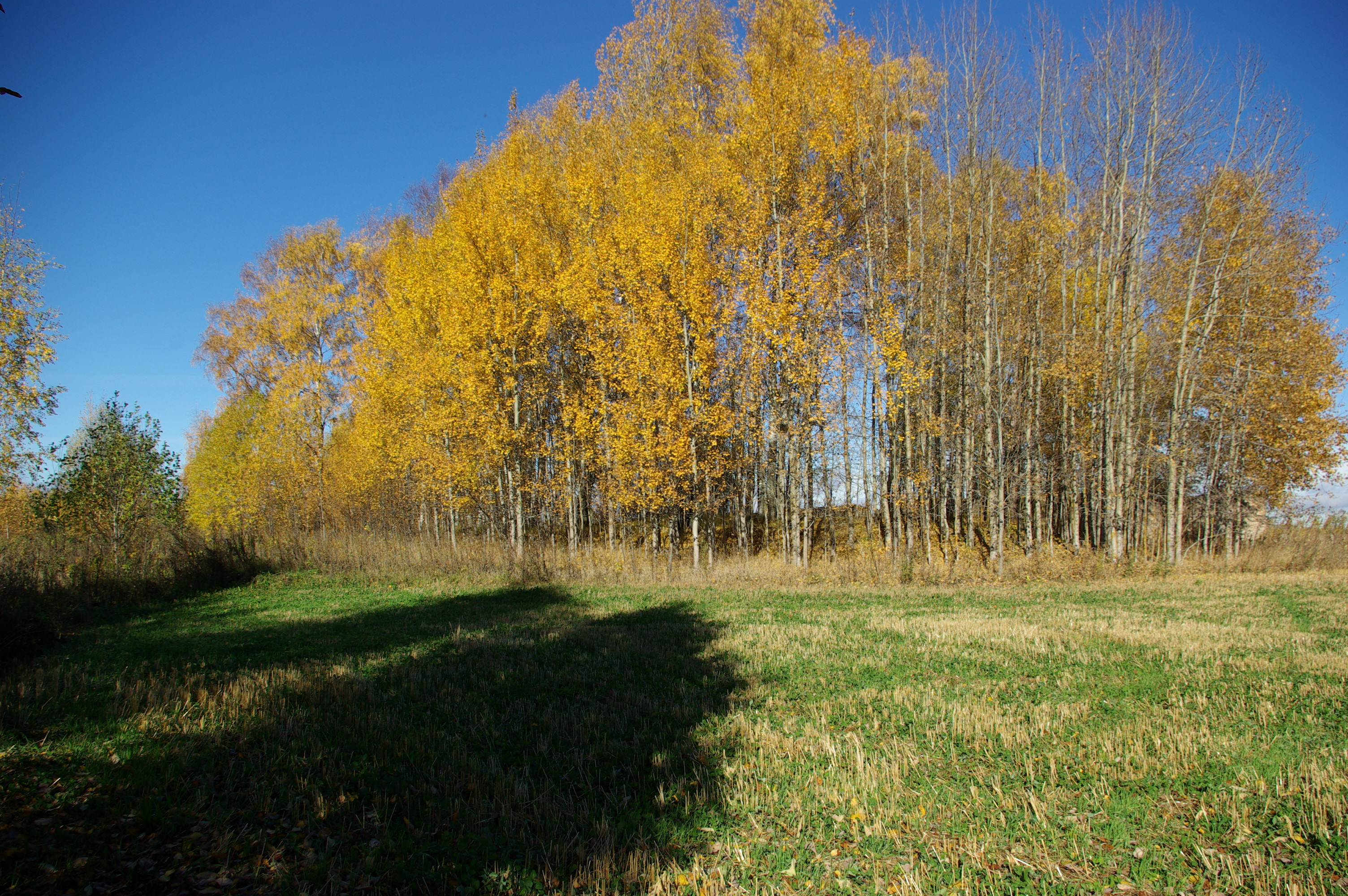
Холм Лудимяги в деревне Уусвада осенью

Число жителей эстонских деревень нулка Коолина по данным переписей населения СССР, переписи населения 2000 года, переписи населения 2011 года и Регистра народонаселения по состоянию на 7 сентября 2021 года:
| Деревня     | 15.01.1959 | 15.01.1970 | 17.01.1979 | 19.01.1989 | 31.02.2000 | 31.12.2011 | 07.09.2021 |
| ----------- | ---------- | ---------- | ---------- | ---------- | ---------- | ---------- | ---------- |
| Вински      | 46         | 32         | .*         | .*         | 12         | 14         | 15         |
| Виро        | 21         | 11         | .*         | .*         | 4          | 3          | 2          |
| Вяйко-Серга | 50         | 47         | .*         | .*         | 19         | 14         | 12         |
| Вяйко-Хярмя | 13         | 15         | .*         | .*         | 0          | 3          | 9          |
| Йыкси       | 40         | 29         | 40         | 26         | 4          | 4          | 3          |
| Калатсова   | 41         | 40         | 38         | 17         | 16         | 10         | 11         |
| Кангавитса  | 10         | 8          | .*         | .*         | 10         | 6          | 4          |
| Кастамара   | 21         | 15         | .*         | .*         | 3          | 1          | 1          |
| Кеэрба      | 15         | 13         | 41         | 35         | 17         | 11         | 9          |
| Китсы       | 0          | 13         | 106        | 77         | 14         | 3          | 4          |
| Куксина     | 81         | 49         | 48         | 31         | 12         | 8          | 18         |
| Лепя        | 43         | 24         | .*         | .*         | 11         | 10         | 11         |
| Лутя        | 11         | 6          | .*         | .*         | 0          | 0          | 7          |
| Маринова    | 15         | 9          | .*         | .*         | 5          | 3          | 3          |
| Мерекюля    | 48         | 45         | 204        | 275        | 18         | 14         | 17         |
| Меремяэ     | 102        | 97         | .*         | .*         | 152        | 146        | 153        |
| Острова     | 64         | 26         | 22         | 11         | 5          | 1          | 4          |
| Паклова     | 15         | 11         | .*         | .*         | 0          | 0          | 1          |
| Паланды     | 19         | 16         | .*         | .*         | 10         | 5          | 7          |
| Пало        | 33         | 11         | 29         | 16         | 0          | 0          | 0          |
| Паловеэре   | 7          | 6          | .*         | .*         | 5          | 5          | 3          |
| Плийа       | 37         | 34         | .*         | .*         | 19         | 13         | 10         |
| Покса       | 15         | 11         | .*         | .*         | 12         | 5          | 11         |
| Пуйста      | 24         | 14         | .*         | .*         | 6          | 7          | 1          |
| Раоту       | 26         | 13         | .*         | .*         | 4          | 2          | 1          |
| Руутси      | 45         | 33         | .*         | .*         | 10         | 10         | 9          |
| Серга       | 55         | 51         | 39         | 20         | 26         | 14         | 14         |
| Тепиа       | 31         | 18         | .*         | .*         | 5          | 4          | 1          |
| Тетерювя    | 23         | 16         | 53         | 22         | 3          | 3          | 1          |
| Тикласы     | 43         | 25         | .*         | .*         | 5          | 3          | 5          |
| Тоброва     | 86         | 54         | 54         | 26         | 9          | 14         | 9          |
| Трейали     | 39         | 16         | .*         | .*         | 1          | 2          | 2          |
| Тсергонды   | 29         | 24         | .*         | .*         | 11         | 6          | 10         |
| Тсиргу      | 57         | 61         | 90         | 64         | 20         | 11         | 10         |
| Туулова     | 22         | 8          | .*         | .*         | 3          | 0          | 0          |
| Уласкова    | 48         | 26         | .*         | .*         | 33         | 18         | 21         |
| Уусвада     | 135        | 96         | 152        | 94         | 31         | 23         | 24         |
| Хиллякесте  | 23         | 15         | .*         | .*         | 13         | 5          | 9          |
| Холди       | 13         | 11         | .*         | .*         | 6          | 2          | 7          |
| ВСЕГО       | 1446       | 1049       | 916        | 714        | 534        | 403        | 439        |

* После административно-территориальной реформы 1977 года до 1997 года входят в состав других деревень.
Число жителей деревни Лазарево по данным переписи населения России 2010 года составило 186 человек.

## Происхождение топонима
Языковед и переводчик Лембит Ваба связывает название Голино с латышским топонимом Galiņi и  литовским топонимом Galiniai, основами которых являются соответственно латышское слово ′gals′ («конец», «угол», «околоток») и литовское слово ′galas′ («конец», «граница»). Эстонский языковед Юри Труусманн также объясняет происхождение топонима посредством латышского языка: ′gaļa′ («мякоть») или ′gohlja′ («постель», «кровать»).
Русское происхождение топонима эстонскими языковедами ставится под сомнение. В данном случае его можно сопоставить со словами «голица» (кожаные перчатки без подкладки) или «голый».

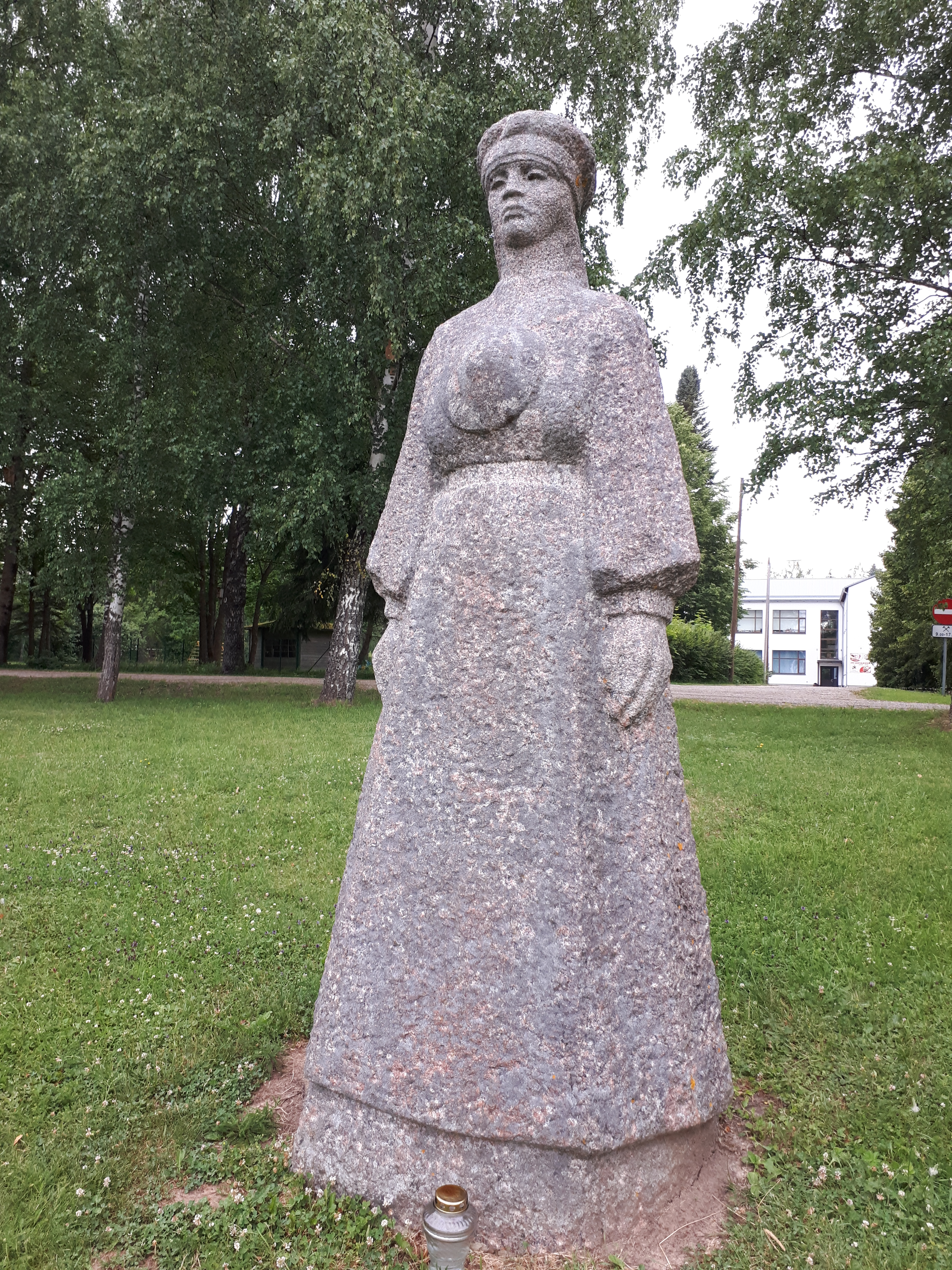
«Певческая Мать сету» в деревне Меремяэ
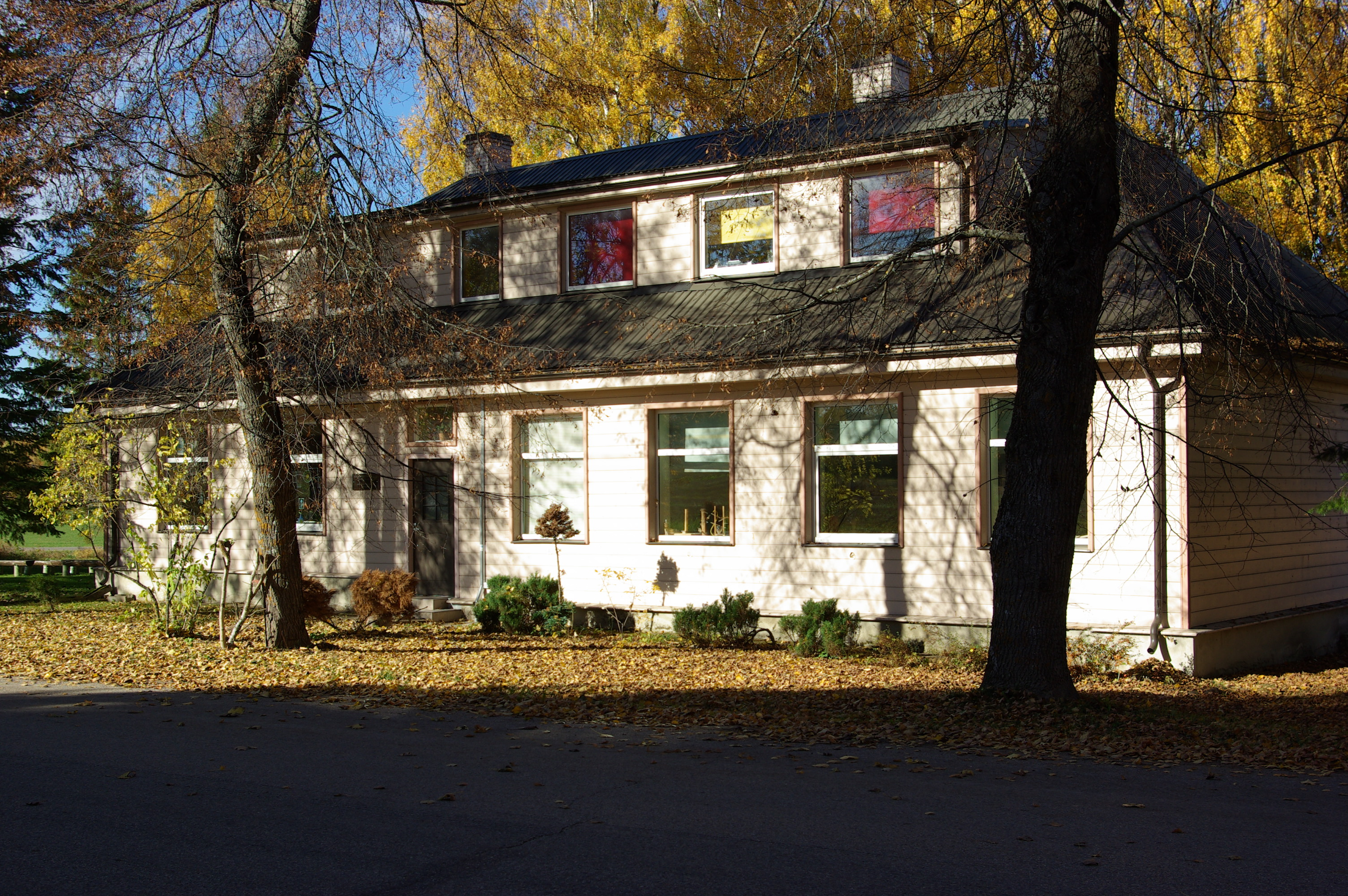
Молодёжный центр в Меремяэ
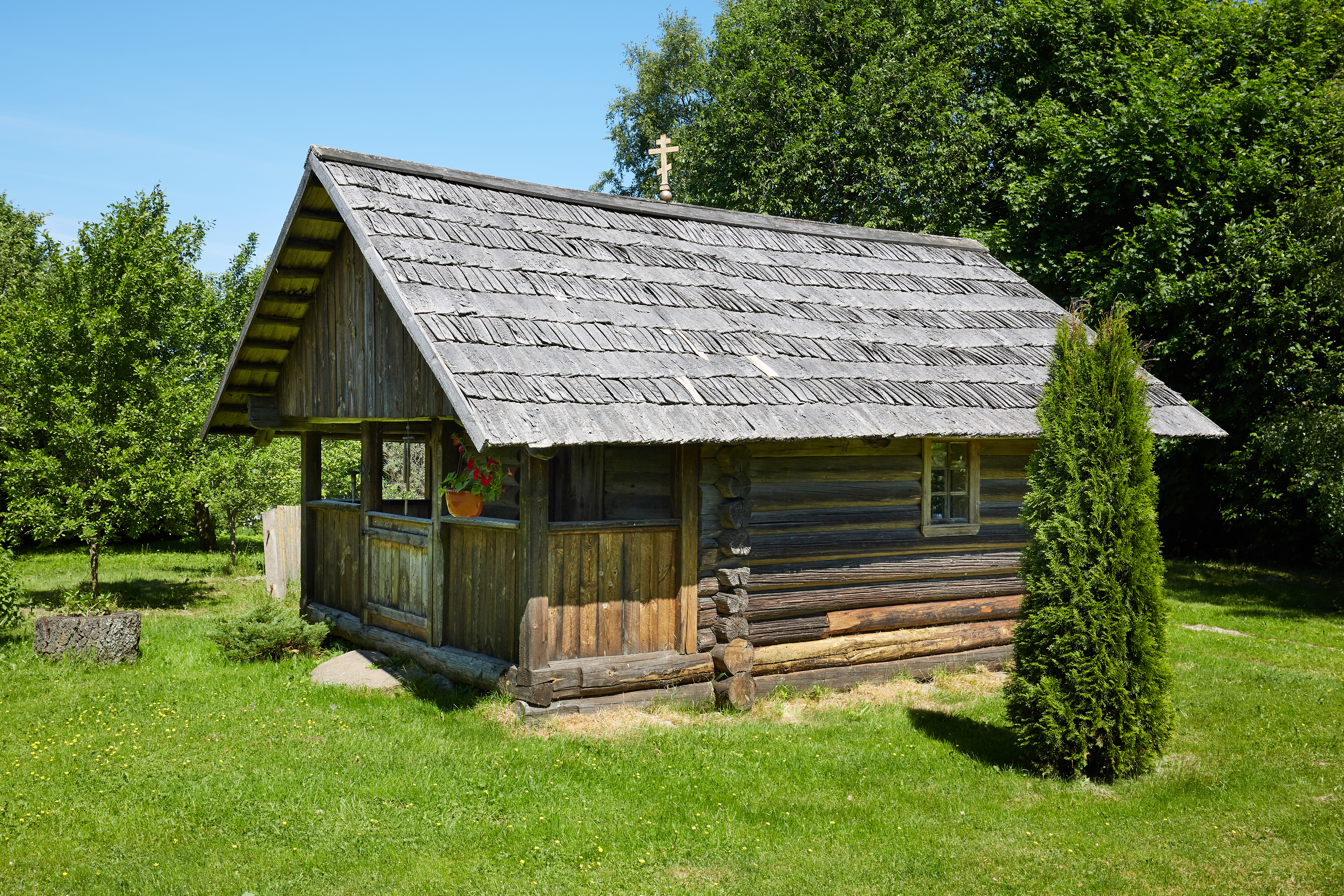
Цяссон (часовня сету) в деревне Серга, 2018 год
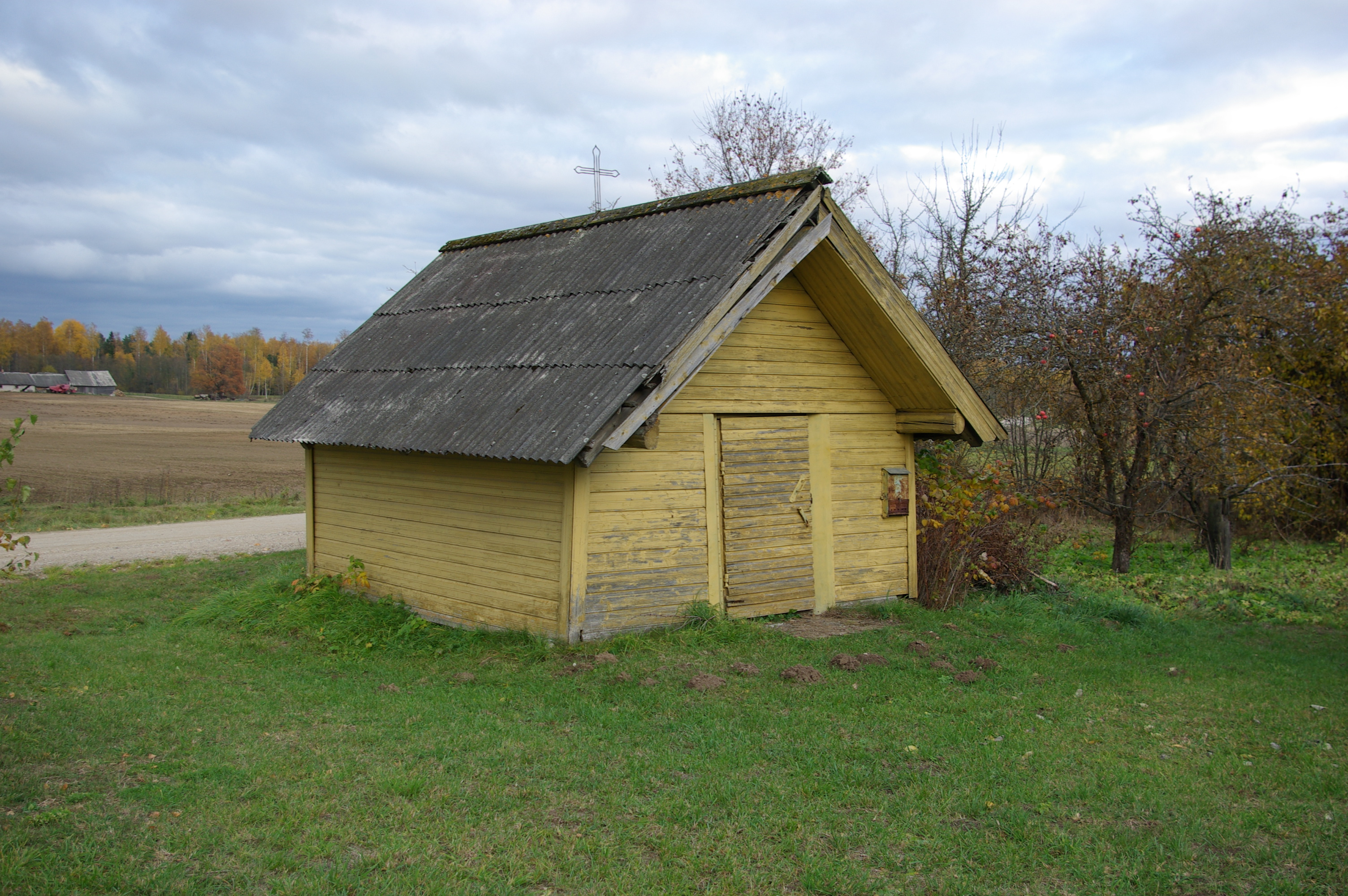
Часовня сету в деревне Уласкова, 2013 год